# لادیسلاس فودور
لادیسلاس فودور (انگلیسی: Ladislas Fodor؛ ‏ ۲۸ مارس ۱۸۹۸ – ۱ سپتامبر ۱۹۷۸) فیلم‌نامه‌نویس، نمایشنامه‌نویس و نویسنده اهل مجارستان بود.
از فیلم‌هایی که وی در آن‌ها نقش داشته‌است، می‌توان به شیطان از آکاساوا آمد، شمال به آلاسکا، هفت گناهکار، داستان‌های منهتن، تامپیکو، گناهکار بزرگ، تام انگشتی و نبرد برای رم اشاره نمود.